# Live & Off the Record
Live & Off the Record è il secondo album dal vivo della cantante colombiana Shakira, pubblicato il 30 marzo 2004 dalla Epic Records.

## Descrizione
Prodotto da Shakira stessa insieme a Tim Mitchell, il disco chiude il periodo di successo a livello internazionale dell'artista, che qui ascoltiamo durante un tour nel quale, oltre a brani del suo allora ultimo disco Laundry Service (che ha venduto 20 milioni di dischi in tutto il mondo), come The One,  Rules,  Ready for the Good Times, Objection (Tango) e il grande successo Whenever, Wherever, propone anche successi del passato Ciega, sordomuda, Si te vas,  Estoy aquí, Octavo día e altri.
Nell'album è presente anche un DVD con la registrazione video di un concerto a Rotterdam e contenuti multimediali, come un documentario e una discografia aggiornata alla raccolta Grandes éxitos.

## Tracce
CD
1. Ojos así – 8:14 (Shakira, Pablo Flores, Javier Garza)
2. Si te vas – 4:36 (Shakira, Luis Fernando Ochoa)
3. Underneath Your Clothes – 4:13 (Shakira, Lester Mendez)
4. Ciega, sordomuda – 4:58 (Shakira, Luis Fernando Ochoa)
5. The One – 3:46 (Shakira, Glen Ballard)
6. Back in Black – 5:23 (Angus Young, Malcolm Young, Brian Johnson) – Originariamente interpretata dagli AC/DC
7. Tú – 4:50 (Shakira, Dylan O'Brien)
8. Poem to a Horse – 7:13 (Shakira, Luis Fernando Ochoa)
9. Objection (Tango) – 4:22 (Shakira)
10. Whenever, Wherever – 7:52 (Shakira, Gloria M. Estefan, Tim Mitchell)

DVD
1. Ojos así – 9:04 (Shakira, Pablo Flores, Javier Garza)
2. Si te vas – 3:54 (Shakira, Luis Fernando Ochoa)
3. Ciega, sordomuda – 4:38 (Shakira, Luis Fernando Ochoa)
4. The One – 3:54 (Shakira, Glen Ballard)
5. Back in Black – 5:53 (Angus Young, Malcolm Young, Brian Johnson) – Originariamente interpretata dagli AC/DC
6. Rules – 4:47 (Shakira, Lester Mendez)
7. Inevitable – 3:36 (Shakira, Luis Fernando Ochoa)
8. Estoy aquí – 5:58 (Shakira, Luis Fernando Ochoa)
9. Underneath Your Clothes – 4:22 (Shakira, Lester Mendez)
10. Octavo día – 8:12 (Shakira, Lester Mendez)
11. Ready for the Good Times – 6:22 (Shakira, Lester Mendez)
12. Tú – 4:50 (Shakira, Dylan O'Brien)
13. Poem to a Horse – 7:16 (Shakira, Luis Fernando Ochoa)
14. Objection (Tango) – 4:44 (Shakira)
15. Whenever, Wherever – 10:03 (Shakira, Gloria M. Estefan, Tim Mitchell)

## Formazione
- Shakira - voce
- Dan Rothchild - basso
- Brendan Buckley - batteria
- Tim Mitchell - chitarra
- Adam Zimmon - chitarra
- Albert Sterling Mendez - tastiere
- Rita Quintero - tastiere, cori
- Rafael Padilla - percussioni
- Pedro Alfonso - violino